# Lista tabletów marki Lenovo
Lista tabletów marki Lenovo – lista wyprodukowanych tabletów przez firmę Lenovo. Modele wyprodukowane pod marką Lenovo.

## 2011
| Model             | Wymiary (mm)     | Masa(g) | Obsługa sieci | Wyświetlacz(cali) | Pamięć(GB)   | Aparat cyfrowy(Mpx) | Ogniwo(mAh) | Dodatkowe informacje | Źródło |
| ----------------- | ---------------- | ------- | ------------- | ----------------- | ------------ | ------------------- | ----------- | -------------------- | ------ |
| Lenovo IdeaPad K1 | 264 × 189 x 13,3 | 750     | 2G,3G         | 10.1              | 16 ROM 1 RAM | 5                   | 7400        | –                    | [ 1 ]  |

## 2012
| Model                  | Wymiary (mm)     | Masa(g) | Obsługa sieci | Wyświetlacz(cali) | Pamięć(GB)         | Aparat cyfrowy(Mpx) | Ogniwo(mAh) | Dodatkowe informacje | Źródło |
| ---------------------- | ---------------- | ------- | ------------- | ----------------- | ------------------ | ------------------- | ----------- | -------------------- | ------ |
| Lenovo ThinkPad Indigo | 260 × 181,7 x 14 | 730     | 2G,3G         | 10.1              | 64/32/16 ROM 1 RAM | 5                   | 3250        | –                    | [ 2 ]  |

## 2013
| Model                 | Wymiary (mm)        | Masa(g) | Obsługa sieci | Wyświetlacz(cali) | Pamięć(GB)   | Aparat cyfrowy(Mpx) | Ogniwo(mAh) | Dodatkowe informacje | Źródło |
| --------------------- | ------------------- | ------- | ------------- | ----------------- | ------------ | ------------------- | ----------- | -------------------- | ------ |
| Lenovo A2107A 3G      | 195,1 × 125 x 11,9  | 400     | 2G,3G         | 7                 | 16 ROM 1 RAM | 3                   | 3550        | 59-444596            | [ 3 ]  |
| Lenovo A2107          | 195,1 × 125 x 11,9  | 400     | Wi-Fi         | 7                 | 16 ROM 1 RAM | 3                   | 3550        | –                    | [ 4 ]  |
| Lenovo ThinkPad 2     | 262,6 × 164,6 x 9,8 | 585     | Wi-Fi         | 10,1              | 32ROM 2 RAM  | 8                   | 4200        | N3S2Ppb              | [ 5 ]  |
| Lenovo IdeaTab S6000H | 260 × 180 x 8,6     | 560     | 2G,3G         | 10,1              | 8 ROM 1 RAM  | 5                   | 6350        | S6000-H wariant 3G   | [ 6 ]  |
| Lenovo Yoga 8 3G      | –                   | –       | 2G,3G         | 8                 | 16 ROM 1 RAM | 5                   | 6000        | –                    | [ 7 ]  |
| Lenovo S5000          | 190,5 × 116,8 x 7,6 | 250     | 2G,3G         | 7                 | 16 ROM 1 RAM | 5                   | 3450        | 59387332             | [ 8 ]  |
| Lenovo Yoga Tab 10    | 261 × 180 x 8,1     | 610     | 2G,3G         | 10,1              | 16 ROM 1 RAM | 5                   | 9000        | Yoga 10              | [ 9 ]  |

## 2014
| Model                          | Wymiary (mm)        | Masa(g) | Obsługa sieci | Wyświetlacz(cali) | Pamięć(GB)          | Aparat cyfrowy(Mpx) | Ogniwo(mAh) | Dodatkowe informacje | Źródło |
| ------------------------------ | ------------------- | ------- | ------------- | ----------------- | ------------------- | ------------------- | ----------- | -------------------- | ------ |
| Lenovo Miix 2                  | 260,9 × 183,4 x 7   | 580     | 2G,3G         | 10.1              | 128/64/32 ROM 2 RAM | 5                   | 6800        | 59415858             | [ 10 ] |
| Lenovo A7-50 A3500-F           | 198 × 121,2 x 9,9   | 320     | Wi-Fi         | 7                 | 8 ROM 1 RAM         | 5                   | 3450        | –                    | [ 11 ] |
| Lenovo A7600 A10-70 3G         | 264 × 176,5 x 9     | 550     | 2G,3G         | 10,1              | 16 ROM 1 RAM        | 5                   | 6340        | A10 70H, A10 70HL    | [ 12 ] |
| Lenovo A7-50 A3500-H           | 198 × 121,2 x 9,9   | 320     | 2G,3G         | 7                 | 8 ROM 1 RAM         | 5                   | 3450        | A7 30H, A7 30HL      | [ 13 ] |
| Lenovo Thinkpad Tablet 8       | 224,3 × 131,8 x 8,9 | 431     | Wi-Fi         | 8,3               | 64 ROM 2 RAM        | 8                   | 3450        | 20BN001RPB           | [ 14 ] |
| Lenovo A8-50F                  | 217 × 136 x 8,9     | 360     | Wi-Fi         | 8                 | 8 ROM 1 RAM         | 5                   | 4200        | ZA030001PL           | [ 15 ] |
| Lenovo A8-50 3G                | 217 × 136 x 8,9     | 360     | 2G,3G         | 8                 | 8 ROM 1 RAM         | 5                   | 4200        | A8 50H, A8 50HL      | [ 16 ] |
| Lenovo ThinkPad Tablet 10      | 256,5 × 177 x 8,9   | 598     | Wi-Fi         | 10,1              | 64 ROM 2 RAM        | 8                   | 8520        | –                    | [ 17 ] |
| Lenovo Tab S8                  | 209,8 × 123,7 x 7,9 | 299     | 2G,3G,LTE     | 8                 | 8 ROM 2 RAM         | 8                   | 4290        | Tab S8-50            | [ 18 ] |
| Lenovo Yoga Tab 2 10.1         | 255 × 183 x 7,2     | 629     | 2G,3G,LTE     | 10,1              | 16 ROM 2 RAM        | 8                   | 9600        | –                    | [ 19 ] |
| Lenovo Yoga 2 Pro              | 333 × 223,5 x 12,7  | 948     | 2G,3G,LTE     | 13.3              | 32 ROM 2 RAM        | 8                   | 9600        | –                    | [ 20 ] |
| Lenovo Yoga 2 Wi-Fi            | –                   | –       | Wi-Fi         | 10,1              | 16 ROM 2 RAM        | 8                   | 9600        | –                    | [ 21 ] |
| Lenovo Yoga 2 LTE              | –                   | –       | 2G,3G,LTE     | 10,1              | 16 ROM 2 RAM        | 8                   | 9600        | –                    | [ 22 ] |
| Lenovo Yoga Tab 2 10.1 Windows | 255 × 183 x 7,2     | 629     | 2G,3G,LTE     | 10,1              | 16 ROM 2 RAM        | 8                   | 9600        | –                    | [ 23 ] |
| Lenovo Yoga 2 8.0 Windows      | 210 × 149 x 7       | 426     | 2G,3G,LTE     | 8                 | 16 ROM 2 RAM        | 8                   | 6400        | –                    | [ 24 ] |
| Lenovo Yoga 2 Pro LTE          | –                   | –       | 2G,3G,LTE     | 13.3              | 32 ROM 2 RAM        | 8                   | 9600        | –                    | [ 25 ] |
| Lenovo Yoga 2 8.0              | 210 × 149 x 7       | 419     | 2G,3G,LTE     | 8                 | 16 ROM 2 RAM        | 8                   | 6400        | –                    | [ 26 ] |

## 2015
| Model                      | Wymiary (mm)       | Masa(g) | Obsługa sieci | Wyświetlacz(cali) | Pamięć(GB)   | Aparat cyfrowy(Mpx) | Ogniwo(mAh) | Dodatkowe informacje                                | Źródło |
| -------------------------- | ------------------ | ------- | ------------- | ----------------- | ------------ | ------------------- | ----------- | --------------------------------------------------- | ------ |
| Lenovo A7-30 A3300-H 3G    | 198 × 119,8 x 10,5 | 327     | 2G,3G,LTE     | 7                 | 8 ROM 1 RAM  | 2                   | 3500        | A7 30H, A7 30HL                                     | [ 27 ] |
| Lenovo A7-10F              | 189 × 105 x 9,3    | 269     | Wi-Fi         | 7                 | 8 ROM 1 RAM  | 0,3                 | 3450        | –                                                   | [ 28 ] |
| Lenovo Tab 2 A7-10F Wi-Fi  | 189 × 105 x 9,3    | 269     | Wi-Fi         | 7                 | 8 ROM 1 RAM  | –                   | 3450        | 59-434726                                           | [ 29 ] |
| Lenovo Tab 2 A10-70L LTE   | 247 × 171 x 8,9    | 520     | 2G,3G,LTE     | 10,1              | 16 ROM 2 RAM | 8                   | 7000        | ZA010022PL                                          | [ 30 ] |
| Lenovo Tab 2 A7-30 3G      | 191 × 105 x 8,9    | 269     | 2G,3G         | 7                 | 16 ROM 1 RAM | 2                   | 3450        | A7-30D, A7-30DC, A7-30GC, A7-30H, A7-30HC, 59435663 | [ 31 ] |
| Lenovo Tab 2 A10-70F Wi-Fi | 247 × 171 x 8,9    | 520     | Wi-Fi         | 10.1              | 16 ROM 1 RAM | 8                   | 7000        | ZA000039PL                                          | [ 32 ] |
| Lenovo Tab 2 A8-50L LTE    | 210 × 125 x 8,9    | 360     | 2G,3G,LTE     | 8                 | 8 ROM 1 RAM  | 5                   | 4290        | ZA040021PL                                          | [ 33 ] |
| Lenovo ThinkPad 10 2 LTE   | 257 × 177 x 9      | 610     | 2G,3G,LTE     | 10.1              | 64 ROM 4 RAM | 5                   | 6400        | 20E30012PB                                          | [ 34 ] |
| Lenovo Yoga Tab 3 X50F     | –                  | –       | –             | 10.1              | 8 ROM 1 RAM  | 5                   | 6200        | ZA0H0030PL                                          | [ 35 ] |
| Lenovo Yoga Tab 3 X50L LTE | –                  | –       | 2G,3G,LTE     | 10.1              | 8 ROM 1 RAM  | 5                   | 6200        | ZA0J0008PL                                          | [ 36 ] |
| Lenovo ThinkPad 10 2 Wi-Fi | 257 × 177 x 9      | 610     | Wi-Fi         | 10.1              | 64 ROM 4 RAM | 5                   | 6400        | 20E30014PB                                          | [ 37 ] |

## 2016
| Model                            | Wymiary (mm)     | Masa(g) | Obsługa sieci | Wyświetlacz(cali) | Pamięć(GB)           | Aparat cyfrowy(Mpx) | Ogniwo(mAh) | Dodatkowe informacje | Źródło |
| -------------------------------- | ---------------- | ------- | ------------- | ----------------- | -------------------- | ------------------- | ----------- | -------------------- | ------ |
| Lenovo Tab3 A7-30M LTE           | 191 × 100 x 8,8  | 260     | 2G,3G,LTE     | 7                 | 8 ROM 1 RAM          | 5                   | 3450        | ZA130026PL           | [ 38 ] |
| Lenovo Tab3 A7-10I 3G            | 191 × 100 x 8,8  | 260     | 2G,3G         | 7                 | 8 ROM 1 RAM          | 5                   | 3450        | ZA0S0015PL           | [ 39 ] |
| Lenovo Tab 3 A7-10F Wi-Fi        | 191 × 100 x 8,8  | 260     | Wi-Fi         | 7                 | 8 ROM 1 RAM          | 5                   | 3450        | ZA0R0024PL           | [ 40 ] |
| Lenovo IdeaPad Miix 300-10       | 215 × 130 x 9,3  | 360     | Wi-Fi         | 10.1              | 64 ROM 2 RAM         | 5                   | 6800        | 80NR005EPB           | [ 41 ] |
| Lenovo IdeaPad Miix 700-12 Wi-Fi | 292 × 210 x 9    | 780     | Wi-Fi         | 12                | 256/128/64 ROM 4 RAM | 5                   | 7000        | 80QL00C5PB           | [ 42 ] |
| Lenovo IdeaTab Miix 700-12 LTE   | 292 × 210 x 9    | 780     | 2G,3G,LTE     | 12                | 256/128/64 ROM 4 RAM | 5                   | 7000        | 80QL002QMH           | [ 43 ] |
| Lenovo Yoga Tab 3 10-in Wi-Fi    | 253 × 185 x 9,5  | 655     | Wi-Fi         | 10.1              | 32 ROM 2 RAM         | 8                   | 7000        | –                    | [ 44 ] |
| Lenovo Tab 3 A8-50F Wi-Fi        | 210 × 125 x 8,9  | 329     | Wi-Fi         | 8                 | 16 ROM 2 RAM         | 5                   | 4290        | ZA170162PL           | [ 45 ] |
| Lenovo Yoga Tab 3 850F Wi-Fi     | –                | –       | Wi-Fi         | 8                 | 16 ROM 2 RAM         | –                   | 4290        | ZA090012PL           | [ 46 ] |
| Lenovo Yoga Tab 3 10-in          | 253 × 185 x 9,5  | 665     | 2G,3G,LTE     | 10.1              | 32 ROM 2 RAM         | 8                   | 7000        | –                    | [ 47 ] |
| Lenovo Tab 3 A8-50M LTE          | 210 × 125 x 8,9  | 329     | 2G,3G,LTE     | 8                 | 16 ROM 2 RAM         | 5                   | 4290        | ZA180042PL           | [ 48 ] |
| Lenovo Yoga Tab 3 850L LTE       | –                | –       | 2G,3G,LTE     | 8                 | –                    | –                   | 4290        | ZA0A0011PL           | [ 49 ] |
| Lenovo Yoga Tab 3 Plus LTE       | –                | –       | 2G,3G,LTE     | 10.1              | –                    | –                   | 9600        | ZA1R0014PL           | [ 50 ] |
| Lenovo Yoga Tab 3 Plus Wi-Fi     | –                | –       | Wi-Fi         | 10.1              | –                    | –                   | 9600        | ZA1N0016PL           | [ 51 ] |
| Lenovo Yoga Tab 3 Pro X90L LTE   | 247 × 179 x 4,68 | 665     | 2G,3G,LTE     | 10.1              | 32 ROM 2 RAM         | 13                  | 10200       | YT3-X90L, YT3-X90X   | [ 52 ] |

## 2017
| Model                | Wymiary (mm)     | Masa(g) | Obsługa sieci | Wyświetlacz(cali) | Pamięć(GB)        | Aparat cyfrowy(Mpx) | Ogniwo(mAh) | Dodatkowe informacje | Źródło |
| -------------------- | ---------------- | ------- | ------------- | ----------------- | ----------------- | ------------------- | ----------- | -------------------- | ------ |
| Lenovo Miix 320 WiFi | 249 × 178 x 9    | 550     | –             | –                 | 128 ROM 4 RAM     | 5                   | –           | –                    | [ 53 ] |
| Lenovo Tab 4 10 Plus | 247 × 173 x 7    | 475     | 2G,3G,LTE     | 10.1              | 64/16 ROM 3,4 RAM | 8                   | 7000        | –                    | [ 54 ] |
| Lenovo Tab 4 10      | 247 × 171 x 8,3  | 500     | 2G,3G,LTE     | 10.1              | 32/16 ROM 3,4 RAM | 5                   | 7000        | –                    | [ 55 ] |
| Lenovo Tab 4 8 Plus  | 210 × 123 x 7,15 | 300     | 2G,3G,LTE     | 8                 | 32/16 ROM 3,4 RAM | 8                   | 4850        | –                    | [ 56 ] |
| Lenovo Tab 4 8       | 211 × 124 x 8,2  | 310     | 2G,3G,LTE     | 8                 | 32/16 ROM 2 RAM   | 5                   | 4850        | –                    | [ 57 ] |